# Джек Ніколсон
Джек Ніколсон (нар. 22 квітня 1937, повне ім'я — Джон Джозеф Ніколсон, англ. John Joseph Nicholson, Нептун, Нью-Джерсі, США) — американський кіноактор, режисер, продюсер, сценарист.
Ніколсон вважається одним із найвеличніших акторів в історії кіно. Він був номінований на премію «Оскар» рекордні 12 разів (протягом 1970—2003 рр.), ставши переможцем тричі. Він також є одним із двох акторів (поряд із сером Майклом Кейном), що висувалися на «Оскар» за найкращу роль (головну або другого плану) в чотирьох різних десятиліттях: 1970-х, 1980-х, 1990-х і 2000-х. 1994 року він став одним із наймолодших акторів, нагороджених премією Американського інституту кіномистецтва за життєві досягнення. Джек Ніколсон також є володарем майже сотні інших престижних нагород, у тому числі BAFTA, семи «Золотих глобусів», шести премій Національної ради кінокритиків США і лауреатом премії Гільдії кіноакторів США.

## Біографія та кар'єра
Ніколсон номінувався на премію «Оскар» Академії кіномистецтва США 12 разів і здобував її тричі: двічі в категорії «Найкращий актор» і один раз в категорії «Найкращий актор другого плану». Серед чоловіків стільки ж Оскарів за акторську гру отримав лише Волтер Бреннан, а загалом більше Оскарів (чотири) отримала лише Кетрін Гепберн. Ніколсон також один із двох акторів, які номінувалися за акторську гру в кожному десятиріччі, починаючи з 1960-х (інший — Майкл Кейн). Ніколсон здобув сім Золотих глобусів, а також, у 2001 році був удостоєний почестей центру Кеннеді за досягнення впродовж акторської кар'єри. Премію Американського інституту кіномистецтва за досягнення впродовж усього життя Ніколсон отримав ще в 1994 році. Найвизначніші з його фільмів: «Безтурботний наїзник», «П'ять легких п'єс», «Китайський квартал», «Пролітаючи над гніздом зозулі», «Професія: репортер», «Останній наряд», «Сяйво», «Мова ніжності», «Бетмен», «Декілька хороших хлопців», «Краще не буває», «Про Шмідта», «Щось та віддаси», «Відступники».
Він читав сценарії і хапався за будь-які пропозиції, які йому надходили . 1958 року Ніколсон був звільнений з компанії Warner Bros., де був задіяний на знімальних майданчиках кількох телесеріалів . Така ж доля спіткала і його колегу, актора Волтера Метгау . Пізніше Джек зізнавався, що звільнили їх через «погану поведінку» — термін, який ніхто не зміг пояснити .
Першим учителем Ніколсона був  Джеф Корі  (1914—2002), який навчив його азів акторського мистецтва: «Мій перший вчитель Джеф Корі любив говорити, що все мистецтво може бути лише стимулюючою вихідною точкою. Ти не можеш змінити світ, але можеш змусити його мислити», — говорив Джек .  Луена Андерз  (1938—1996), з якою Ніколсон був знайомий ще з часів роботи в MGM, і  Джуд Тейлор  (1932—2008) представили Ніколсона Корі, після чого Джек став відвідувати його акторські курси . Корі мав авторитет в акторських колах США, серед його учнів були Річард Чемберлен, Пет Бун, Джейн Фонда, Ентоні Перкінс, Саллі Келлерман і Ірвін Кершнер . Згідно з Корі, «Ніколсон був дуже приємним молодиком» . Джек зізнавався, що його вчитель був не в захваті від цього курсу, стверджуючи, що акторській грі Ніколсона бракує «поезії», і називав його «фізично інертним» . Крім того, саме на курсі Корі Ніколсон зустрів свою першу дівчину: «Він побачив мене на курсі і вирішив, що нам треба вийти», — говорила Джорджіана Картер, невисока блондинка з Південної Каліфорнії. — «Він був на рік молодший за мене і серйозно мене домагався. Джек мені дуже сподобався, і скоро я зрозуміла, що ніяк без нього не можу».

### «Плакса-вбивця»

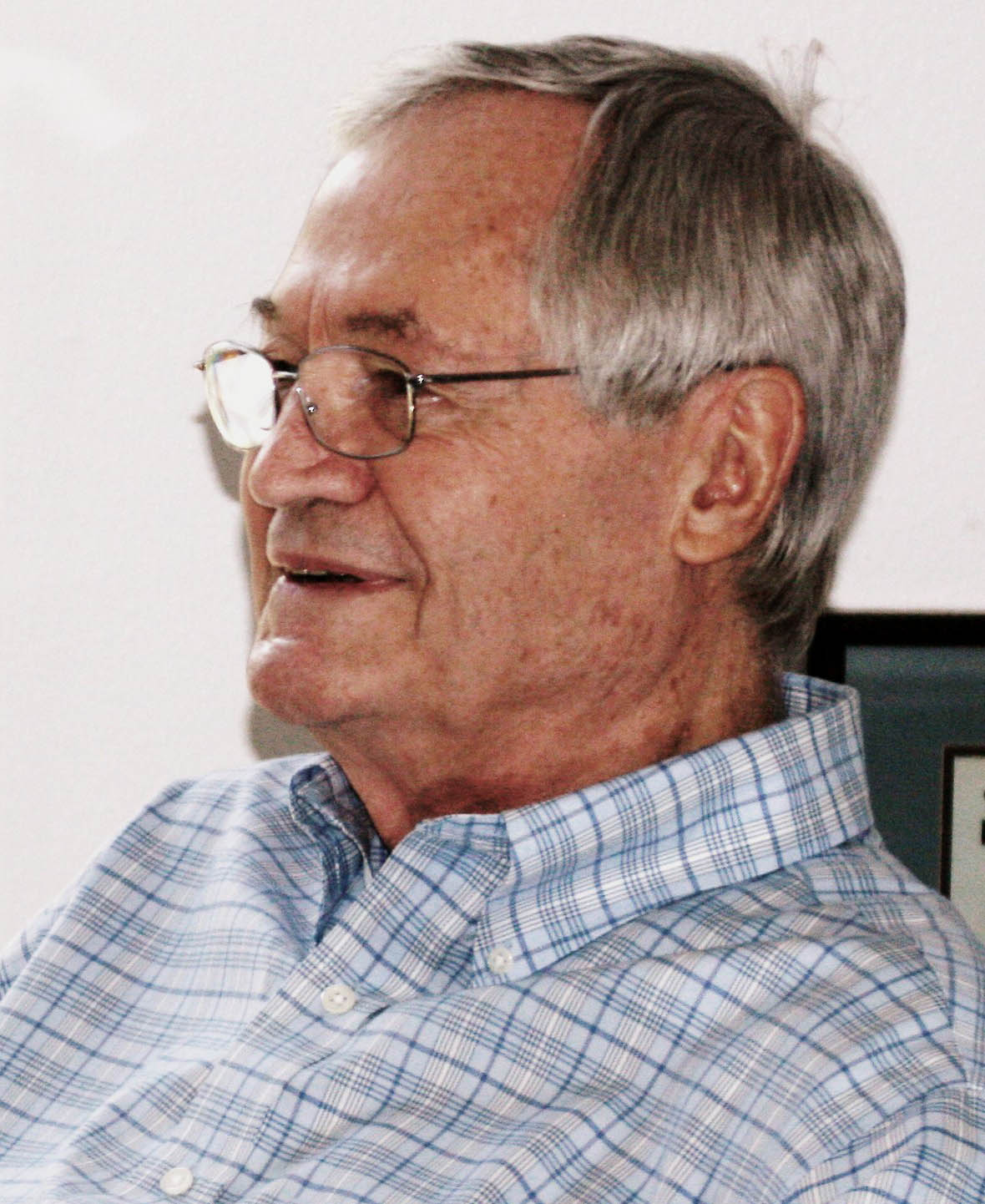
Режисер і продюсер Роджер Корман, в його фільмах Джек Ніколсон виконав свої перші ролі

Джек продовжував вчитися на курсі Корі, і настав день, коли Джеф сказав йому, що він готовий до першої кінопроби . Так, навесні 1958 газета Asbury Park Press повідомила, що "Джек Ніколсон, який виконував головні ролі в Манаскуанській старшій школі, сьогодні зіграє в молодіжному трилері «Плакса-вбивця». Пізніше Ніколсон говорив, що тоді він думав: «Лише́ два місяці в цій справі, і я вже отримав головну роль. Я — зірка!»  Фільм був оснований на реальних подіях — пограбуванні придорожнього кафе в Інглвуді, Каліфорнія . Сценаристами були працівники категорії B (низькобюджетних фільмів) —  Лео Гордон  (1922—2000; актор, що став сценаристом) і колишній доктор Мелвін Леві . У сценарії Гордона-Леві персонаж Ніколсона Джиммі Волес змушений вдатися до насильства, коли два злочинці намагаються зґвалтувати його дівчину і б'ють його самого до напівсмерті . Волес буквально божеволіє після цього інциденту і захоплює в заручники всіх відвідувачів придорожнього кафе, розміщеного неподалік . Кінець фільму трагічний — Волеса вбивають співробітники поліції, які прибули за викликом .
Фільм провалився як у комерційному плані, так і в критичному, акторську гру Ніколсона також гостро розкритикували. Більшість рецензентів зазначало, що молодому Ніколсону просто не дали розкритися в цій картині . Актриса  Мітсі Мак-Кол  (нар. 1932), колега Джека у фільмі, говорила: "Він був дуже серйозний, коли працював над роллю, і відданий навіть такому сміхотворному фільму категорії B ". Сам Ніколсон назвав шість днів знімання у фільмі «сліпучим туманом»: «Я був повністю залучений в це і використовував всі ті релігійні речі, що вивчив на курсі. Я постійно готувався і переписував всі свої репліки в сценарії, там був повний безлад з примітками і всім таким. Потім я подивився фільм і зрозумів, що він жахливий». Таку ж думку про стрічку склали і глядачі, які, згідно з Ніколсоном, під час показу рекламних уривків з фільму в Голлівуді ставали скаженими і починали свистіти . Джек звільнився з театру і, за словами Мітсі Мак-Кол, щосереди заявлявся в голлівудське агентство з працевлаштування .
Тільки одне ім'я (крім самого Ніколсона), згадане в титрах фільму, досі не сходить з язиків . Виконавчий продюсер картини Роджер Корман заплатив 7000 доларів кінокомпанії  American International Pictures тільки за початок знімання в її павільйонах . Корман і Ніколсон познайомилися на акторських курсах Джефа Корі, де Корман підшукував нові таланти . Джек був ідеальним кандидатом для знімання у новому фільмі . «Ніколсон був наполегливим. Він не боявся Роджера. Він хотів бути актором, сценаристом, робити всю роботу, а для цього він користувався властивою йому нахабністю», — говорив біограф Кормана Беверлі Грей .

### «Занадто рано для любові»
Виконавши роль гонщика-бунтаря Джонні Веррона в драмі Гарві Бермана «Дика гонка», Ніколсон розпочав роботу над низькобюджетним незалежним фільмом Річарда Раша «Занадто рано для любові», де йому була призначена роль лиходія Бадді . «Це був експлуатаційний фільм з бюджетом приблизно 50 тисяч доларів. Ми продали його Universal за 250 тисяч, і він став хітом якраз в той чарівний час, коли критики винайшли „нову хвилю“, — говорив Раш . За словами режисера, фільм став першим винаходом „нової хвилі“, а в Європі картина йшла під назвами „Медовий місяць у середній школі“ та „Підлітки-коханці“ через те, що в ній показувалися тоді заборонені речі, на зразок підліткової вагітності . Показово, що в написанні сценарію Рашу допомагав тоді ще нікому не відомий Френсіс Форд Коппола, який, як говорив Раш, більше володів юнацьким духом, ніж дисципліною .
Будучи популярним в драйв-інах і зарубіжних країнах, „Занадто пізно для кохання“ посів ще одне місце в фільмографії Ніколсона, проте перший справжній успіх очікував його в магазинчику за рогом .

### „Крамничка жахів“

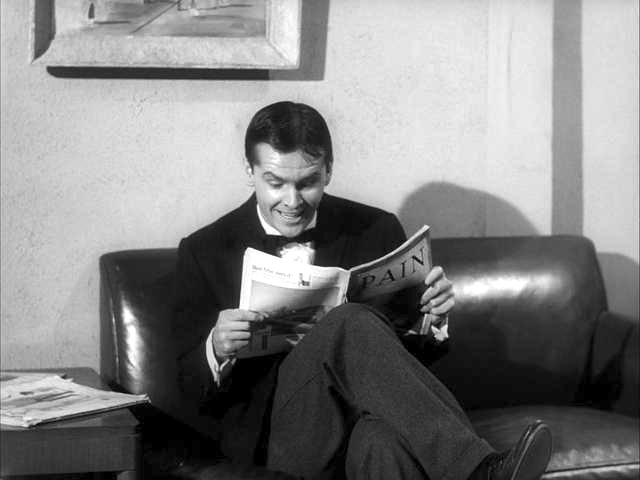
Джек Ніколсон в ролі Вілбура Форса

„Крамничка жахів“ — саме таку назву Роджер Корман дав своєму новому фільмові, екранізації науково-фантастичного оповідання Артура Кларка „Норовлива орхідея“, що розповідає про ботаніка, який відкриває новий вид хижої орхідеї і згодовує їй свою зарозумілу тітку . Згідно з іншими джерелами, основою сценарію для фільму послужила розповідь Джона Кольєра „Зелені думки“.
Стрічку було знято за рекордні два дні з бюджетом у 27 тисяч доларів, а сам Ніколсон говорив: „Я вирушав на зйомки, знаючи, що я повинен бути вкрай химерним, тому що Роджер спочатку взагалі не хотів брати мене на цю роль. Іншими словами, я не міг зіграти це так, як було в сценарії, тому я робив багато дивного лайна, яке, як я думав, повинно було бути смішним“ . Після прибуття на знімальний майданчик Джекові повідомили, що він буде грати разом зі старим другом Джоном Шенером . Коли обидва з'явилися на зйомках, Корман віддав Ніколсону останні шість сторінок сценарію, а Шенеру — перші . Решту сторінок режисер розірвав на дві половини, одну з яких віддав Джеку, а другу — Шенеру . От і все. Це все, що ми знали про фільм. Я навіть не здогадувався, як він називався. Мені довелося умовити Шенера прочитати його половину сторінок», — зізнавався Ніколсон .
Таким чином, легковажний мазохіст Вілбур Форс, якого і зіграв Джек, що прийшов на прийом до стоматолога, став першим у ланцюжку персонажів актора, які запам'ятовуються . «Ніякого новокаїну, він притупляє всі відчуття», — говорив Форс у фільмі.

### «Ворон»
У період з 1961 по 1963 Ніколсон знімався переважно в телесеріалах і телефільмах, в число яких входять «Морське полювання», «Бронко» та «Гавайський очей». 1963 року режисер Роджер Корман, який раніше працював з Джеком в картинах «Плакса-вбивця» і «Магазинчик жахів», запросив його на другорядну роль у комедійному хоррорі «Ворон». Персонаж Джека — Рексфорд Бедлоу, син члена Братства магів Адольфуса Бедлоу у виконанні Петера Лоррена.
Сценарій фільму був добре продуманий і базувався на вільній інтерпретації вірша «Ворон» Едгара Аллана По . Створив його майстер фільмів жахів, письменник Річард Метісон . Постійні сценаристи Кормана Лео Гордон і Джек Хілл відмовилися від участі в картині, нарікаючи на те, що їхня робота потоне у поганій акторській майстерності і режисурі . Корман казав: «Я пояснив Джеку, що Борис Карлофф попрацює з ним дня два, після чого я напишу решту стрічки, а він буде її зіркою». Крім того, Корман зізнавався, що в останній день знімання фільму на посту режисера його замінив Ніколсон, який зняв кілька сцен.
Ніколсон зіграв свою роль, як він пізніше зізнавався, не побоюючись присутності зірок першої величини на знімальному майданчику . «У фільмі було занадто багато веселунів. Роджер доносив до мене: „Ти не можеш бути таким же кумедним, як вони“. Це і вся інтерпретація ролі від Роджера» — говорив він . Джек приділяв багато уваги інтонацій Карлоффа і дикції Вінсента Прайса . На знімальному майданчику він здружився з Петером Лорреном, який, вже будучи тяжко хворим, дав Ніколсону пораду, яку той запам'ятав на все життя: «Якщо ти хочеш вижити в цьому бізнесі, тобі краще бути обережнішим» .
Знімання «Ворона» було завершено у жовтні 1962 року .

### «Страх»
Через кілька днів після закінчення знімання «Ворона» Корман розпочав роботу над ще одним фільмом жахів — «Страх». Режисер вирішив довго не морочитися з кастингом і створенням декорацій, тому на головні ролі запросив того ж Ніколсона і Карлоффа, а декорації залишив ті ж, що були на знімальному майданчику «Ворона». Як і в попередньому фільмі Кормана, Ніколсон зайняв крісло режисера і зняв кілька сцен.
Ранні роботи Ніколсона були розкритиковані критиками, що підтверджує і цей фільм. Режисер Пітер Богданович заявляв, що «запам'ятав Ніколсона поганим актором тільки завдяки цьому фільму», а критик Філ Холл з сайту FilmThreat помічає, що герой Джека одягнений в костюм Марлона Брандо з фільму «Любов імператора Франції». Крім того, Хол назвав гру Ніколсона «порожньою і одноманітною». Сам Джек відгукувався про картину так: «Думаю, що найсмішніший час, який я коли-небудь проводив у кіноапаратній кімнаті, був за переглядом „Страху“. Фільм був неймовірно поганий».

### Наступні роботи
Оскільки роботу актора в 1960-і знайти було важко, Ніколсон став все частіше працювати над сценаріями. В результаті народилися «Острів грому» (англ. Thunder Island) (1963), «Політ у лють» (1964), «Втеча в нікуди» (1965) і рекламний художній фільм « Голова» (1968) про групу «The Monkees». Ці фільми не завоювали особливої популярності, але принаймні давали Ніколсону стабільну роботу. У світі ситкомів він також з'явився в двох епізодах   Шоу Енді Гріффіта в ролі Марвіна Дженкінса (1966 — 1967).

### 2010-ті
У жовтні 2019 року, після виходу продовження фільму «Сяйво», Доктор Сон, режисер Майк Фленаґан заявив, що звернувся до Ніколсона з проханням знятися в епізодичній ролі, але Ніколсон відхилив пропозицію, побажавши акторам і знімальній групі всього найкращого.  Фленаґан також розповів, що Ніколсона раніше просили знятися у фільмі 2018 року Першому гравцю приготуватися, але він також відмовився.

## Фільмографія

### Актор
| Рік       |     | Українська назва                  | Оригінальна назва                  | Роль                             |
| --------- | --- | --------------------------------- | ---------------------------------- | -------------------------------- |
| 1956      | с   | Ранковий театр                    | Matinee Theatre                    | син музиканта                    |
| 1958      | ф   | Плакса-вбивця                     | The Cry Baby Killer                | Джиммі Воллес                    |
| 1960      | ф   | Занадто рано для любові           | Too Soon to Love                   | Бадді                            |
| 1960      | ф   | Дика гонка                        | The Wild Ride                      | Джонні Варрон                    |
| 1960      | ф   | Магазинчик жахів                  | The Little Shop of Horrors         | Вілбур Форсе                     |
| 1960      | ф   | Стадс Лоніган                     | Studs Lonigan                      | Вері Рейлі                       |
| 1960      | с   |                                   | The Barbara Stanwyck Show          | Бад                              |
| 1960      | с   | Містер Щасливчик                  | Mr. Lucky                          | Мартін                           |
| 1961      | с   | Бронко                            | Bronco                             | Боб Дулін                        |
| 1961      | с   | Морське полювання                 | Sea Hunt                           | Джон Старк                       |
| 1961      | с   | Історії Веллс-Фарго               | Tales of Wells Fargo               | Том Вошберн                      |
| 1962      | с   | Гавайське око                     | Hawaiian Eye                       | Тоні Морган                      |
| 1962      | тф  | Маленька Емі                      | Little Amy                         | Тренер Джефферсон-Сіті           |
| 1962      | ф   | Покинута земля                    | The Broken Land                    | Вілл Броціус                     |
| 1963      | ф   | Ворон                             | The Raven                          | Рексфорд Бедло                   |
| 1963      | ф   | Страх                             | The Terror                         | Лейтенант Андре Дювальє          |
| 1964      | ф   | Лейтенант Пульвер                 | Ensign Pulver                      | Йомен Долан                      |
| 1964      | ф   | Втеча до люті                     | Flight to Fury                     | Джей Вікхем                      |
| 1964      | ф   | Чорний вхід у пекло               | Back Door to Hell                  | Барнет                           |
| 1966      | ф   | Вогонь на поразку                 | The Shooting                       | Біллі Спір                       |
| 1966      | ф   | Втеча в нікуди                    | Ride in the Whirlwind              | Вес                              |
| 1966      | с   | Подорож на дно моря               | Voyage to the Bottom of the Sea    | член команди                     |
| 1966      | с   | Доктор Кілдер                     | Dr. Kildare                        | Джеймі Ангел                     |
| 1966—1967 | с   | Шоу Енді Гріффіта                 | The Andy Griffith Show             | Марвін Дженкінс / містер Гарланд |
| 1967      | с   |                                   | The Guns of Will Sonnett           | Том Мердок                       |
| 1967      | ф   | Ангели пекла на колесах           | Hells Angels on Wheels             | Поет                             |
| 1967      | ф   | Різанина в день Святого Валентина | The St. Valentine's Day Massacre   | Джино, вбивця                    |
| 1968      | ф   | Псих виходить                     | Psych-Out                          | Стоні                            |
| 1968      | ф   | Голова                            | Head                               | режисер у ресторані              |
| 1969      | ф   | Безтурботний їздець               | Easy Rider                         | Джордж Генсон                    |
| 1970      | ф   | Порушники спокою                  | The Rebel Rousers                  | Банні                            |
| 1970      | ф   | У ясний день побачиш вічність     | On a Clear Day You Can See Forever | Тед Прінгл                       |
| 1970      | ф   | П'ять легких п'єс                 | Five Easy Pieces                   | Роберт Дюпі                      |
| 1971      | ф   | Пізнання плоті                    | Carnal Knowledge                   | Джонатан                         |
| 1971      | ф   | Безпечне місце                    | A Safe Place                       | Мітч                             |
| 1972      | ф   | Садовий король                    | The King of Marvin Gardens         | Девід Стеблер                    |
| 1973      | ф   | Останній наряд                    | The Last Detail                    | Біллі Баддаскі                   |
| 1974      | ф   | Китайський квартал                | Chinatown                          | Джейк Гіттс                      |
| 1975      | ф   | Професія: репортер                | Professione: reporter              | Девід Локк                       |
| 1975      | ф   | Томмі                             | Tommy                              | фахівець                         |
| 1975      | ф   | Стан                              | The Fortune                        | Оскар                            |
| 1975      | ф   | Пролітаючи над гніздом зозулі     | One Flew Over the Cuckoo's Nest    | Рендл Патрик Макмерфі            |
| 1976      | ф   | Закрути Міссурі                   | The Missouri Breaks                | Том Логан                        |
| 1976      | ф   | Останній магнат                   | The Last Tycoon                    | Бриммер                          |
| 1978      | ф   | Прямуючи на південь               | Goin' South                        | Генрі Ллойд Мун                  |
| 1980      | ф   | Сяйво                             | The Shining                        | Джек Торренс                     |
| 1981      | ф   | Листоноша завжди дзвонить двічі   | The Postman Always Rings Twice     | Френк Чемберс                    |
| 1981      | ф   | Регтайм                           | Ragtime                            | пірат на пляжі                   |
| 1981      | ф   | Червоні                           | Reds                               | Юджин О'Ніл                      |
| 1982      | ф   | Кордон                            | The Border                         | Чарлі Сміт                       |
| 1983      | ф   | Мова ніжності                     | Terms of Endearment                | Гаррет Брідлав                   |
| 1985      | ф   | Честь сім'ї Пріцці                | Prizzi's Honor                     | Чарлі Партанна                   |
| 1986      | ф   | Ревнощі                           | Heartburn                          | Марк Форман                      |
| 1987      | ф   | Іствікські відьми                 | The Witches of Eastwick            | Деріл Ван Хорн                   |
| 1987      | ф   | Теленовини                        | Broadcast News                     | Білл Роріш                       |
| 1987      | ф   | Будяк                             | Ironweed                           | Френсіс Фелан                    |
| 1989      | ф   | Бетмен                            | Batman                             | Джокер / Джек Напьє              |
| 1990      | ф   | Два Джейка                        | The Two Jakes                      | Джейк Гіттес                     |
| 1992      | ф   | Чоловічі клопоти                  | Man Trouble                        | Юджин Ерл Екслайн, Гаррі Блісс   |
| 1992      | ф   | Декілька хороших хлопців          | A Few Good Men                     | полковник Натан Р. Джессап       |
| 1992      | ф   | Гоффа                             | Hoffa                              | Джиммі Гоффа                     |
| 1994      | ф   | Вовк                              | Wolf                               | Вілл Рендал                      |
| 1995      | ф   | Постовий на перехресті            | The Crossing Guard                 | Фредді Гейл                      |
| 1996      | ф   | Кров і вино                       | Blood and Wine                     | Алекс Гейтс                      |
| 1996      | ф   | Вечірня зірка                     | The Evening Star                   | Гаррет Брідлав                   |
| 1996      | ф   | Марс атакує!                      | Mars Attacks!                      | Президент Джеймс Дейл / Арт Ленд |
| 1997      | ф   | Краще не буває                    | As Good as It Gets                 | Мелвін Удал                      |
| 2001      | ф   | Обіцянка                          | The Pledge                         | Джеррі Блек                      |
| 2001      | док | Стенлі Кубрик: Життя в кіно       | The Pledge                         | у ролі самого себе               |
| 2002      | ф   | Про Шмідта                        | About Schmidt                      | Воррен Шмідт                     |
| 2003      | ф   | Управління гнівом                 | Anger Management                   | доктор Бадді Райдел              |
| 2003      | ф   | Кохання за правилами... і без     | Something's Gotta Give             | Гаррі Санборн                    |
| 2006      | ф   | Відступники                       | The Departed                       | Френк Кастелло                   |
| 2007      | ф   | Список останніх бажань            | The Bucket List                    | Едвард Коул                      |
| 2010      | ф   | Я все ще тут                      | I'm Still Here                     | у ролі самого себе               |
| 2010      | ф   | Звідки ти знаєш?                  | How Do You Know                    | Чарльз                           |

### Режисер, сценарист, та продюсер
| Рік  |    | Українська назва    | Оригінальна назва     | Роль                         |
| ---- | -- | ------------------- | --------------------- | ---------------------------- |
| 1963 | ф  | Страх               | The Terror            | режисер                      |
| 1963 | ф  | Острів грому        | Thunder Island        | сценарист                    |
| 1964 | ф  | Втеча до люті       | Flight to Fury        | сценарист                    |
| 1966 | ф  | Втеча в нікуди      | Ride in the Whirlwind | сценарист, продюсер          |
| 1966 | ф  | Вогонь на поразку   | The Shooting          | продюсер                     |
| 1967 | ф  | Подорож             | The Trip              | сценарист                    |
| 1968 | ф  | Голова              | Head                  | сценарист, продюсер          |
| 1971 | ф  | Він сказав поїхали  | Drive, He Said        | режисер, сценарист, продюсер |
| 1978 | ф  | Прямуючи на південь | Goin' South           | режисер                      |
| 1990 | ф  | Два Джейки          | The Two Jakes         | режисер, продюсер            |
| 1992 | в  | Синє шампанське     | Blue Champagne        | продюсер                     |
| 2008 | кф |                     | I Am But a Fool       | продюсер                     |